# Miguel Hidalgo y Costilla
Miguel Hidalgo y Costilla (8. května 1753, Pénjamo, Guanajuato – 30. července 1811, Chihuahua (město), Chihuahua) byl římskokatolický kněz v Novém Španělsku, který je hlavním představitelem 1. etapy mexické války za nezávislost na Španělsku. Ta začala vydáním tzv. Provoláním z Dolores, jejímž spoluautorem byl právě Hidalgo. Vedl několik povstání, ale po sérii porážek byl zajat 21. března 1811 a uvězněn, následně byl 30. července stejného roku odsouzen a popraven.
Je po něm pojmenována planetka (944) Hidalgo.